# Municipio de Center (condado de LaPorte)
El municipio de Center (en inglés: Center Township) es un municipio ubicado en el condado de LaPorte en el estado estadounidense de Indiana. En el año 2010 tenía una población de 25075 habitantes y una densidad poblacional de 293,77 personas por km².

## Geografía
El municipio de Center se encuentra ubicado en las coordenadas 41°38′20″N 86°45′29″O / 41.63889, -86.75806. Según la Oficina del Censo de los Estados Unidos, el municipio tiene una superficie total de 85.36 km², de la cual 80.23 km² corresponden a tierra firme y (6%) 5.12 km² es agua.

## Demografía
Según el censo de 2010, había 25075 personas residiendo en el municipio de Center. La densidad de población era de 293,77 hab./km². De los 25075 habitantes, el municipio de Center estaba compuesto por el 90.38% blancos, el 3.01% eran afroamericanos, el 0.24% eran amerindios, el 0.53% eran asiáticos, el 0.01% eran isleños del Pacífico, el 3.54% eran de otras razas y el 2.29% pertenecían a dos o más razas. Del total de la población el 8.11% eran hispanos o latinos de cualquier raza.